# Tuvas flagga

Tuvas flagga

Tuvas flagga mellan 17 september 1992 och 8 november 2002

Tuvas flagga antogs den 8 november 2002. Tuvas första flagga antogs den 17 september 1992 .